# Flugunfall einer mosambikanischen Tupolew Tu-134 1986
Der mosambikanische Tupolew Tu-134-Unfall 1986 war ein Flugunfall in Südafrika mit weitreichenden politischen Folgen.
Am 19. Oktober 1986 wurde das mosambikanische Regierungsflugzeug, eine Tupolew Tu-134A-3, auf einem Flug vom Flughafen Mbala in Sambia in die mosambikanische Hauptstadt Maputo auf dem Territorium der Republik Südafrika in der Nähe der Ortschaft Mbuzini in die Lebombobergen geflogen, auf der Position 25° 54′ 41″ S, 31° 57′ 26″ O. Von den 35 Passagieren und neun Crewmitgliedern überlebten nur neun Passagiere und der Bordingenieur. Unter den getöteten Passagieren befanden sich der mosambikanische Staatspräsident Samora Machel sowie Minister und Beamte der mosambikanischen Regierung, darunter der Verkehrsminister Alcântara Santos, Machels Berater Fernando Honwana und der Diplomat und Wissenschaftler Aquino de Bragança. Der Unfall führte zu zahlreichen Verschwörungstheorien, nach denen die damalige südafrikanische Apartheid-Regierung an dem Unfall beteiligt gewesen sei, was allerdings nicht nachgewiesen werden konnte.

## Flug

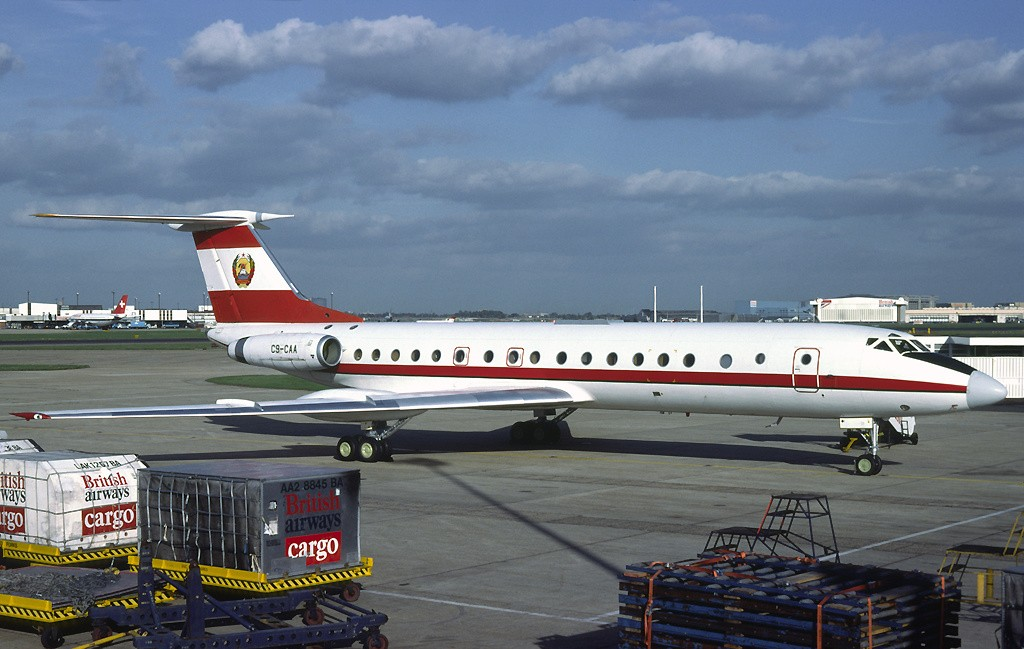
Die Unfallmaschine C9-CAA

Die Regierungsmaschine mit dem Luftfahrzeugkennzeichen C9-CAA startete in Mbala am 19. Oktober 1986 um 18:38 Uhr Ortszeit und wurde um 21:25 Uhr in Maputo erwartet. Die Mitglieder der Flugbesatzung (Kapitän, Erster Offizier, Flugingenieur, Bordnavigator und Bordfunker) waren sämtlich Staatsangehörige der UdSSR und mit den Flugbedingungen über Mosambik und dem Flughafen Maputo vertraut. Die Wetterbedingungen auf der Flugroute waren günstig.
Offenbar um 21:18 Uhr begann die Maschine in einer angenommenen Entfernung von 60 km von Maputo mit dem Landeanflug. Doch konnte die Besatzung weder elektrische Landehilfen noch eine Flughafenbeleuchtung ausmachen. Um 21:21:39 Uhr hatte die Maschine 65 km westlich von Maputo auf 666 m Höhe in einem Hügelgelände Bodenkontakt; gut 150 m von der südafrikanisch-mosambikanischen Grenze entfernt.
Nachdem der Funkkontakt zwischen der Maschine und dem Flughafen Maputo abgebrochen war, wurden die mosambikanische Regierung und das Militär alarmiert. Da nach dem letzten Kontakt angenommen wurde, dass sich die Maschine nur noch gut vier Flugminuten von Maputo entfernt befunden hatte, fanden erste Suchmaßnahmen nur in der Umgebung der Hauptstadt statt.
Gegen 23:00 Uhr wurde die südafrikanische Polizeistation in Komatipoort von einem Einwohner von Mbuzini über den Unfall eines Flugzeuges benachrichtigt. Um 23:40 Uhr traf ein Polizeibeamter am Unfallort ein, die ersten Rettungskräfte um 01:00 Uhr des 20. Oktober 1986. Um 04:00 Uhr landete an der Unfallstelle ein südafrikanischer Hubschrauber, der die Überlebenden in ein Hospital abtransportierte. Von der Besatzung überlebte nur der Flugingenieur. Einer der Überlebenden starb zweieinhalb Monate nach dem Unfall aufgrund seiner Verletzungen.
Der mosambikanische Minister Sérgio Vieira nahm später in Südafrika von „Commissioner of police“ Johann Coetzee die im Wrack aufgefundenen Regierungsdokumente in Empfang, die bereits von südafrikanischer Seite kopiert worden waren.

## Ermittlungen
Die südafrikanische Regierung setzte zur Untersuchung der Unfallursache die Margo Commission ein, benannt nach dem Vorsitzenden Cecil Margo, Richter am südafrikanischen Supreme Court. Der Kommission gehörten drei Südafrikaner und drei Ausländer aus Großbritannien und den USA an. Sie tagte ab dem 20. Januar 1987 mehrere Tage lang öffentlich und gab später ihr Untersuchungsergebnis bekannt, demzufolge ein Versagen der Besatzung vorlag:

“The cause of the accident was that the flight crew failed to follow procedural requirements for an instrument let-down approach, but continued to descend under visual flight rules in darkness and some cloud, i.e. without having some contact with the ground, below minimum safe altitude and minimum assigned altitude, and in addition ignored the GPWS alarm.”

„Die Unfallursache war, dass die Besatzung den Sinkflug nicht den Vorgaben eines Instrumentenflugs folgend, sondern weiterhin in Dunkelheit und einigen Wolken im Sichtflug, das heißt ohne Verbindung zur Flugsicherung, unterhalb der Sicherheitsflughöhe und der angewiesenen Mindesthöhe fortsetzte und darüber hinaus den GPWS-Alarm ignorierte.“

Die mosambikanischen und sowjetischen Behörden zweifelten in ihren Stellungnahmen das Untersuchungsergebnis an. Der sowjetische Bericht ging davon aus, dass eine fatale 37°-Kursabweichung nach Steuerbord, die zum Unfall geführt hatte, auf ein falsches VOR-Signal zurückzuführen sei, das als Lockvogel gedient habe, um die Maschine gezielt zum Unfall zu bringen. Dieses falsche Signal sei ebenfalls von einer Boeing 737 der mosambikanischen LAM aufgefangen worden.

## Weitere Untersuchungen
Nach dem Sturz des Apartheid-Regimes in Südafrika wurden durch die Wahrheits- und Versöhnungskommission erneut Ermittlungen aufgenommen; der Abschlussbericht wurde 2001 veröffentlicht. Neue Erkenntnisse wurden nicht gewonnen, jedoch gefordert, gezielt weitere Ermittlungen zu tätigen. Die Untersuchungen wurden wiederum kritisiert, da kein Flugspezialist an den Ermittlungen beteiligt gewesen war.
Als gesichert galt aber inzwischen, dass die Maschine aufgrund ihrer Kursabweichung in eine südafrikanische Flugsicherheitszone eingeflogen war, die radarüberwacht wurde. Die Maschine war aber von südafrikanischer Seite definitiv nicht gewarnt worden.
Im Januar 2003 behauptete das ehemalige Mitglied des Civil Cooperation Bureau (CCB) Hans Louw, der damals eine langjährige Haftstrafe in Südafrika abbüßte, dass er seinerzeit an einem Komplott zur Ermordung Machels beteiligt gewesen und in der Nähe der Unfallstelle eingesetzt worden sei. Diese Aussage wurde zwar von einem weiteren angeblichen Mitglied der Verschwörergruppe, Edwin Mudingi, gestützt, doch konnten weitere südafrikanische Ermittlungen diese Angaben nicht verifizieren.

## Erinnerungskultur
Im Jahr 1999 wurde an der Unfallstelle durch den portugiesisch-mosambikanischen Architekten José Forjaz auf Kosten der südafrikanischen Regierung das Samora Machel Monument errichtet: ein Denkmal mit 35 Windpfeifen, die die 35 Toten symbolisieren sollen. An der Einweihung des Denkmals nahmen sowohl der damalige Präsident Nelson Mandela und seine Ehefrau Graça (Samora Machels Witwe) als auch der mosambikanische Präsident Joaquim Chissano teil.